# Agnes Carlsson
Agnes, kunstnernavn for Agnes Emilia Carlsson (født 6. marts 1988 i Vänersborg), er en svensk sangerinde, som blandt andet har hittet med singlen "Release Me" fra albummet Dance Love Pop.
Agnes vandt i 2005 det svenske realityshow Idols 2005. Siden er det lykkedes hende etablere sig som en seriøs kunstner på den svenske musikscene.
Bag sig har Agnes nu to dobbelt platinalbums og senest Dance Love Pop, som har modtaget en guldplade. Agnes har alene i Sverige samlet solgt over 200.000 albums.
"Release Me" blev et stort hit i Sverige, og singlen har ligget nummer et på P3 Tracks , som er svenskernes svar på Tjeklisten og har samtidig tilbragt adskillige uger på toppen af diverse svenske downloadcharts. Også englænderne har taget godt imod "Release Me", som har ligget i top 5 på den engelske singlehitliste og desuden været i A-rotation på BBC's Radio 1.
I 2009 deltog hun i Melodifestivalen, hvor hun i finalen opnåede en ottendeplads med sangen "Love Love Love".

## Diskografi
- Agnes (2005)
- Stronger (2006)
- Dance Love Pop (2008)
- Veritas (2012)